# Gustav Jacob Canton

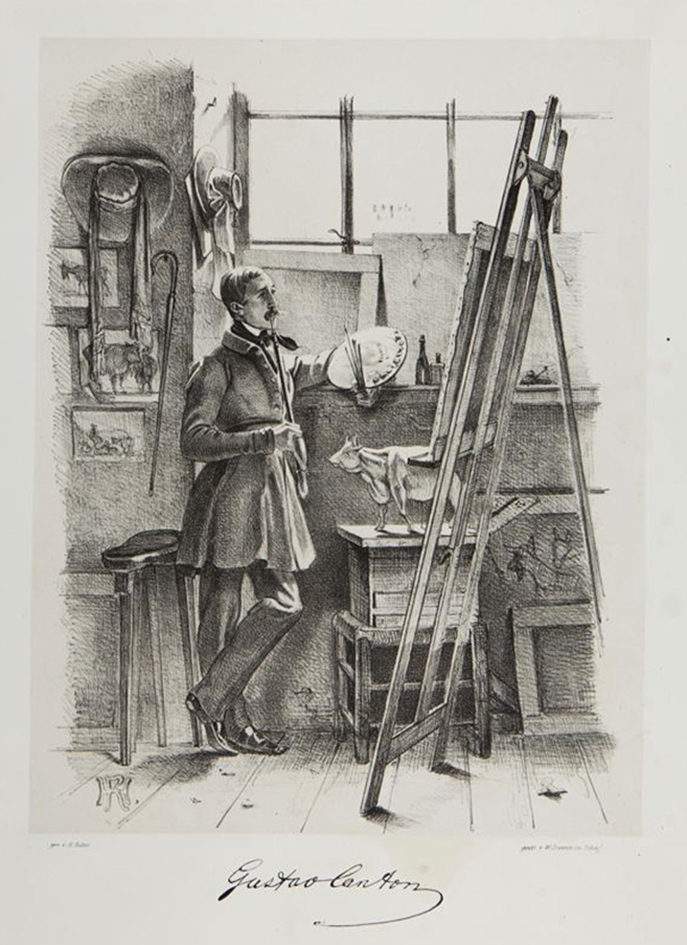
Gustav Jacob Canton in seinem Atelier, Illustration von Henry Ritter in dem Künstleralbum Schattenseiten der Düsseldorfer Maler, 1845

Gustav Jacob Canton (* 7. April 1813 in Mainz; † 20. März 1885 in München) war ein deutscher Landschafts- und Tiermaler sowie Illustrator der Düsseldorfer Schule.

## Leben
Canton wurde als Sohn eines Gewürzhändlers in Mainz geboren. Ersten Unterricht im Malen und Zeichnen erhielt er von den Malern Nikolaus Müller und Louis Catoir. 1832 zog er nach München und studierte bis 1836 an der Akademie der Bildenden Künste. Von dort aus unternahm er Studienreisen in die bayerischen Gebirge, nach Tirol und in die Schweiz.
1837 ging er nach Düsseldorf, um an der Kunstakademie Düsseldorf die Landschaftsmalerei zu vertiefen. Von 1838 bis 1847 war er dort ein Schüler des Landschaftsmalers Johann Wilhelm Schirmer. Weitere Düsseldorfer Lehrer waren die Landschaftsmaler Andreas Achenbach und Carl Friedrich Lessing. Zusammen mit Wilhelm Camphausen, Henry Ritter, Rudolf Jordan, Hans Fredrik Gude, Rudolf von Normann und Frederik Nicolai Jensen gründete Canton 1844 die demokratisch und akademiekritisch gesinnte Gruppe Crignic, deren Name sich aus den Anfangsbuchstaben der Mitglieder zusammensetzt. Diese Gruppe gilt als Vorläufer des 1848 gegründeten Künstlervereins Malkasten, dem er ebenfalls angehörte.
1851 gehörte Canton zu den Künstlern, deren Werke in der Düsseldorf Gallery in New York City ausgestellt waren. Im gleichen Jahr reiste er nach England und Schottland, wo er als Lithograf arbeitete. In den 1850er Jahren illustrierte er mehrere Bücher, von denen er das Buch Der Thiergarten eine Aufforderung an die Jugend zu heiterer Betrachtung der lebendigen Natur selbst verfasste und im Mainzer Verlag Joseph Scholz veröffentlichte. Besonders bekannt machten ihn seine Illustrationen aus The Story of Reynard the Fox, die der schottische Dichter David Vedder (1790–1854) ab 1852 in London herausgeben ließ.
Von 1853 bis 1857 machte Canton eine Grand Tour durch Italien, nach Südfrankreich und in die Pyrenäen. In Rom weilte er von 1855 bis Oktober 1857. Dort war er 1856 „Salatinspektor“ und 1857 „Polizeimeister“ des Cervarofestes des Deutschen Künstlervereins. Auf einem Bild des Cervarofestes 1856, das die Maler Charles Quaedvlieg und Robert Alexander Hillingford malten, ist er dargestellt.
1860 lebte er in Mainz. 1864 zog er wieder nach München und bereiste die Alpenländer sowie Italien. In München starb er an einer Lungenentzündung.

## Werke (Auswahl)

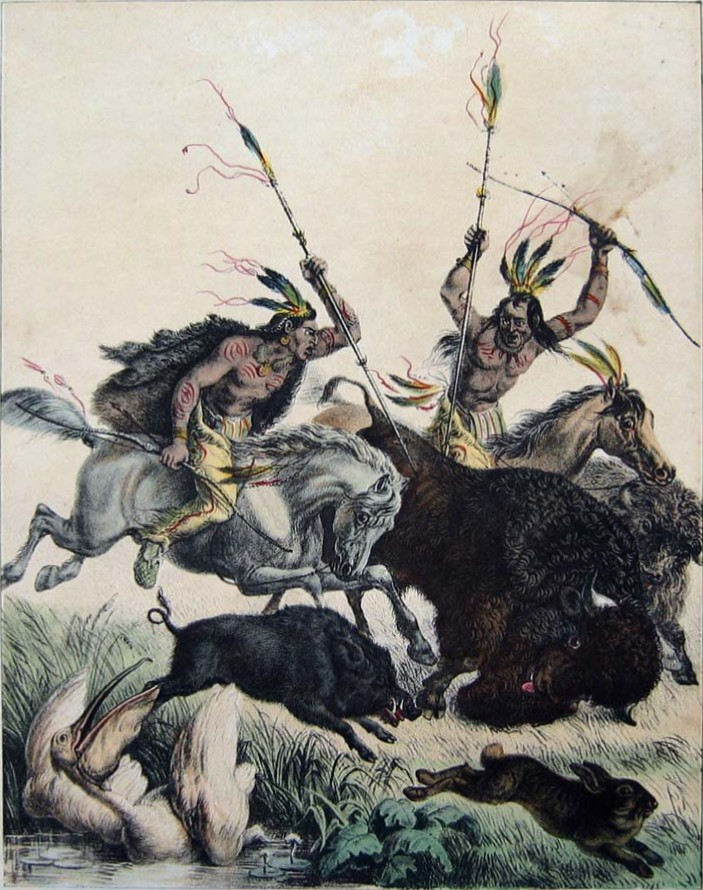
Indianer bei der Büffeljagd, Buchillustration von Gustav Jacob Canton, 1850er Jahre

- Selbstbildnis des Künstlers bei Landschaftsstudien im Gebirge, Kreidelithografie, um 1845/1850[5]
- Landschaft bei Palästrina im Kirchenstaate, 1866
- Nettuno an der Küste der pontinischen Sümpfe, 1869
- Osteria an der Via Flaminia bei Rom, 1869
- Römische Osteria, 1872
- Terracina, 1873
- Römische Campagnolen mit einer Büffelherde, 1874
- Thieridylle vom Starnberger See (Bernried), 1875
- Neapolitanische Fischer, 1878
- Aus Latium, 1880
- Bei Borghezza, 1882
- Im Süden, 1883